# Meva Meboto
Pour les articles homonymes, voir Meva.
Ne doit pas être confondu avec Meva Mebot.
Meva Meboto ou Mevameboto est une localité de la région du Centre au Cameroun, localisée dans la commune d'Afanloum et le département de la Méfou-et-Afamba.

## Population
En 1965 Meva Meboto comptait 197 habitants, principalement des Bamvele.
Lors du recensement de 2005, ce nombre s'élevait à 250.